# Katriște, Kiustendil
Katriște (în bulgară Катрище) este un sat în comuna Kiustendil, regiunea Kiustendil,  Bulgaria. 

## Demografie
Componența etnică a satului Katriște
     Bulgari (97,14%)
     Nicio identificare (2,85%)
     Altele (0%)
La recensământul din 2011, populația satului Katriște era de 140 locuitori. Din punct de vedere etnic, majoritatea locuitorilor (97,14%) erau bulgari. Pentru 2,85% din locuitori nu este cunoscută apartenența etnică.